# Лексико-семантична зміна
Лексико-семантичною зміною називається мовна зміна, якої зазнав в історичній еволюції лексико-семантичний компонент мови.
З мовних компонентів лексико-семантичний найбільш схильний до змін, оскільки він дуже чітко відображає модифікації та трансформації (технічні, психологічні, соціологічні, епістемологічні…), типові для культурної еволюції людських культур, незважаючи на те, що основна лексика залишається без змін.
Існує кілька факторів, які сприяють виникненню цього явища:
- процес передачі мови .
- відсутність фіксованості і нечіткість значення .
- можливість слів відхилятися від свого початкового значення .
- явище полісемії .
- семантична неоднозначність багатьох слів, яка не визначається навіть контекстом .

## Класифікація лексико-семантичних змін
За наявності фіксованого поняття або поняття зміна слова, яке зазвичай використовується для позначення цього поняття, називається лексичною зміною (наприклад, la cabeza («голова»)  або частина тіла на плечах у багатьох романських мовах названа похідними від testa «maceta» («горщик»)  у зв'язку з метафорою, що використовується для позначення черепа). З іншого боку, враховуючи фіксоване слово, семантична зміна називається модифікацією значення слова через розширення використання інших подібних понять (узагальнення та метафора, наприклад, у латині caballus позначає коня, який спочатку використовувався в сільській місцевості, а пізніше — для позначення коня загалом) або обмеження використання (обмеження: олень спочатку називався «дика тварина» і походить від того самого індоєвропейського кореня, що й латинське споріднене fēra (лютий), але пізніше воно означало лише «олень, олень»). Часто лексична зміна передбачає одночасно семантичну зміну інших слів за значенням, які заважають  першому. Умовна класифікація семантичних змін поділяє їх на зміни: а) логіко-кількісний:
- а) логіко-кількісний: шляхом розширення значень, тобто коли до означуваного слова надається нове значення; Наприклад, прикметник варварський, який вживався до того, хто розмовляв ламаною мовою, розширив своє значення до значення іноземця, а згодом до значення дикого, жорстокого, невитонченого тощо.
- шляхом обмеження значень, тобто коли слово втрачає означуване слово через покращення чи погіршення значення.

- б) якісні: пейоративні розширення villano (лиходій)  > ruin (підлий) ; rústico (сільський) > basto (грубий).

меліоративні розширення: фортуна; gener = torture > «дратувати або дратувати»; cadentia > падати, «спіткнутися».
fortuna (фортуна) ; gener = torturar (мучити) > «irritar o molestar» (дратувати) ; cadentia (падіння)  > caída (зниження) , «tropezar». — натрапити на щось

## Причини семантичних змін
Існує багато причин, які можуть викликати лексико-семантичні зміни. Здається певним те, що ці зміни відбуваються не в окремих словах, а в словах або лексичних одиницях як членах семантичних полів. Індивідуальне відхилення є, ймовірно, однією з найбільш ймовірних причин змін. Це відхилення іноді спричинене повторюваними помилками, наприклад, постійним використанням дієслова to promise (обіцяти)  to secure (захищати), або to hold (тримати), щоб похизуватися, або виразними потребами, іронією, каламбуром, акцентом, соціальним престижем тощо, часто заснованими на за аналогією.
- Мовні причини: слова, що складають контекст, сприяють зміні: лат. re(m) = 'речі' > фр. laugh = 'нічого'; t. passu(m) = 'крок' > фр. pass = 'ні'; t. iam + magis > jamais > «ніколи» (від non iam magis). re(m) = 'cosas' (речі) > fr. ríen (ніщо) = 'nada'; lat. passu(m) = 'paso' (крок)  > fr. pas = 'no' (крок) ; lat. iam + magis > jamais > 'jamás' (de non iam magis).(ніколи)
- Історичні причини: це соціальна еволюція, трансформації цивілізації, еволюція життя і поява нових реалій, які змушують слова змінюватися: ручка, республіка, туалет… pluma (перо) , república (республіка) , retrete (туалет).
- Соціальні причини: вони фундаментально матеріалізуються за наявності певних інновацій, запроваджених соціальними чи політичними групами. Ці новотвори викликають зміни в семантиці слів:  plural (множина) — pluralismo (множинність) ; tema (тема) — asunto (питання) ; cortocircuito (коротке замикання)
- Психологічні причини: значення певних слів змінюється людиною через емоційні чи розумові причини. У цьому сенсі ми дуже часто вдаємося до метафор і аналогій, щоб назвати певні речі та бути більш виразними

 — табу: це слово ввів в англійську мову Кук з Полінезії. Воно означає священне, заборонене, те, що оточено священним страхом, те, що є небезпечним або таємничим. Воно ґрунтується на тому, що існує багато табуйованих реалій і що слова, які їх позначають, не вимовляються, людина намагається їх уникати, бо вони є забороненими словами. Звідси походить елемент-замінник цього слова — евфемізм (добре сказано), який означає прикриття, завісу, підсолодження або непряму вказівку на табу. Існують різні табу, які варіюються від культури до культури. Найбільш універсальним є релігійне табу.

## Психологічна класифікація смислових змін
У зміні значень слів відіграють роль кілька чинників, деякі з яких мають екстралінгвістичну природу, інші випливають з подвійної площини мовного знака (означуване), а треті пов'язані з психологією мовців та їхнім ставленням до мови. Якщо взяти до уваги останній пункт, то можна розробити психологічну класифікацію семантичних змін, яка базується на асоціаціях або відношеннях, які мовці встановлюють між означуваними словами  або значеннями слів.
Такими асоціаціями можуть бути
- суміжність або близькість:

- опущення: близькість значень:   le lanzó un (tiro) directo (він випустив (кулю) прямо в нього) ;  vamos al (cine) Capitol (ми йдемо в Капітолій (кінотеатр); marchamos en el (tren) Talgo (ми їдемо в Тальго (поїзд);

- метонімія: близькість значень: nos sirvieron tres tazas (вони подали нам три чашки).

- подібності:
  - метафора: схожість значень:   pata de mesa (ніжка столу) , cresta de una ola (гребінь хвилі), cuello de botella (вузьке місце) ;
  - народна етимологія або слухова помилка: певна схожість між значеннями деяких слів: necromancia (некромантія) —  nigromancia (чорнокнижництво) я; vagabundo (бродяга) — vagamundo (мандрівник)